# Selle chevalière
La selle chevalière est un châtiment infligé aux nobles durant le Moyen Âge ; elle consiste à devoir se présenter à un endroit imposé, pieds nus et tenant au-dessus de la tête la selle de son cheval, pour faire amende honorable. 
Gabriel Peignot a pris l'exemple de nombreux nobles qui s'étaient révoltés contre leur suzerain ou rendus coupable envers un de leurs égaux.